# Nombre chanceux d'Euler
Ne doit pas être confondu avec nombre chanceux ou divers autres « nombres d'Euler ».
En mathématiques, un nombre chanceux d'Euler est un entier naturel p > 1 tel que :
{\displaystyle P_{p}(n)=n^{2}+n+p} est un nombre premier pour tout {\displaystyle n=0,1,...,p-2}.
Formulation équivalente, parfois rencontrée :
{\displaystyle Q_{p}(n)=n^{2}-n+p} est un nombre premier pour tout  {\displaystyle n=1,...,p-1} ou encore pour tout {\displaystyle n=0,1,...,p-1}.

## Liste des nombres chanceux d'Euler
Leonhard Euler a identifié six nombres chanceux :
et leur dénomination nombre chanceux d'Euler a été proposée par François Le Lionnais.
En fait il n'en existe aucun autre, comme cela a été démontré en 1952. Ce résultat s'appuie sur un théorème de Rabinowitch, qui affirme qu'un entier p > 1 est chanceux si et seulement si 4p – 1 (l'opposé du discriminant du polynôme quadratique Pp) est un nombre de Heegner. Or la liste des nombres de Heegner s'est avérée réduite aux neuf nombres 1, 2, 3, 7, 11, 19, 43, 67 et 163, dont les trois premiers ne sont pas de la forme 4p – 1 avec p > 1.
| p (nombre chanceux d'Euler) | 4p - 1 (nombre de Heegner correspondant) |
| --------------------------- | ---------------------------------------- |
| 2                           | 7                                        |
| 3                           | 11                                       |
| 5                           | 19                                       |
| 11                          | 43                                       |
| 17                          | 67                                       |
| 41                          | 163                                      |

## Cas particulier de 41
Le plus grand nombre chanceux d'Euler est donc p = 41. Les 40 nombres premiers P41(n) pour n = 0, 1, … ,39 sont : 41, 43, 47, 53, 61, 71, 83, …, 1447, 1523, 1601. Le polynôme n² + n + 41 a d’ailleurs la particularité de fournir de nombreux nombres premiers pour n > 41, et il n'existe pas d'autre polynôme de la forme n² + an + b, avec des coefficients a et b entiers positifs et inférieurs à 10 000, qui produise une plus longue suite de nombres premiers.

## Exemple: 11 est un nombre chanceux d'Euler
Soit {\displaystyle p=11}. Testons si {\displaystyle P_{11}(n)=n^{2}+n+11} est premier pour tous les nombres {\displaystyle n=0,1,...,9} :
{\displaystyle n=0} : {\displaystyle P_{11}(0)=0^{2}+0+11=11} qui est premier.
{\displaystyle n=1} : {\displaystyle P_{11}(1)=1^{2}+1+11=13} qui est premier.
{\displaystyle n=2} : {\displaystyle P_{11}(2)=2^{2}+2+11=17} qui est premier.
{\displaystyle n=3} : {\displaystyle P_{11}(3)=3^{2}+3+11=23} qui est premier.
{\displaystyle n=4} : {\displaystyle P_{11}(4)=4^{2}+4+11=31} qui est premier.
{\displaystyle n=5} : {\displaystyle P_{11}(5)=5^{2}+5+11=41} qui est premier.
{\displaystyle n=6} : {\displaystyle P_{11}(6)=6^{2}+6+11=53} qui est premier.
{\displaystyle n=7} : {\displaystyle P_{11}(7)=7^{2}+7+11=67} qui est premier.
{\displaystyle n=8} : {\displaystyle P_{11}(8)=8^{2}+8+11=83} qui est premier.
{\displaystyle n=9} : {\displaystyle P_{11}(9)=9^{2}+9+11=101} qui est premier.

On a vérifié que les 10 nombres {\displaystyle P_{11}(n)} sont bien premiers donc 11 est un nombre chanceux d'Euler.